# Trần Anh Tông
Trần Anh Tông (chữ Hán: 陳英宗; 25 tháng 10 năm 1276 – 21 tháng 4 năm 1320) tên khai sinh là Trần Thuyên (陳烇), là vị hoàng đế thứ tư của nhà Trần nước Đại Việt. Ông ở ngôi từ tháng 4 năm 1293 đến tháng 4 năm 1314, rồi làm Thái thượng hoàng từ năm 1314 đến khi qua đời. Được đánh giá là một vị hoàng đế anh minh, chăm lo quốc sự, triều đại của Anh Tông chứng kiến một giai đoạn phát triển hưng thịnh của Đại Việt sau 3 lần kháng chiến chống quân xâm lược Nguyên Mông. Thời kỳ của ông và con ông đánh dấu sự hưng thịnh của vương triều nhà Trần.
Trần Thuyên là là đích trưởng tử của Trần Nhân Tông Trần Khâm (vua thứ 3 triều Trần) và là đích trưởng tôn của Trần Thánh Tông Trần Hoảng (vua thứ 2 triều Trần). Năm 1293, sau khi đánh bại các đợt xâm lược của Nguyên-Mông, Trần Nhân Tông nhường ngôi cho Thái tử Thuyên, tức Hoàng đế Anh Tông. Theo bộ chính sử Đại Việt, Đại Việt Sử ký Toàn thư, Trần Anh Tông ban đầu khá buông thả, mê rượu chè, nhưng sau khi Thượng hoàng Trần Nhân Tông nghiêm khắc răn bảo, đã chịu tu sửa mình, trở thành một hoàng đế anh minh sáng suốt, tin dùng những nhân tài như Trương Hán Siêu, Đoàn Nhữ Hài, Nguyễn Trung Ngạn (ban văn) và Phạm Ngũ Lão, Trần Nhật Duật (ban võ). Trong thời kỳ trị vì của ông, Đại Việt phát triển hưng thịnh, dù phải chống lại một số đợt xâm lấn của Ai Lao trên hướng Tây. Vua Anh Tông sử dụng tướng tài Phạm Ngũ Lão đánh bại quân Ai Lao. Ông còn ngăn chặn sự lấn chiếm của người Nguyên ở biên giới phía Bắc, và mở rộng lãnh thổ Đại Việt về phương Nam thông qua cuộc hôn nhân giữa Huyền Trân công chúa (em gái ông) với vua Chiêm Thành. Sau khi nhường ngôi cho con là Trần Mạnh (tức vua Trần Minh Tông) vào năm 1314, Thượng hoàng Anh Tông tiếp tục hỗ trợ Minh Tông cai quản nước Việt.
Giống như các tiên đế, Trần Anh Tông là một Phật tử mộ đạo. Năm 1299, Thượng hoàng Trần Nhân Tông xuất gia và sáng lập Thiền phái Trúc Lâm – giáo hội thống nhất đầu tiên của Phật giáo Việt Nam. Trần Anh Tông đã có nhiều đóng góp cho sự phát triển của giáo hội này, qua việc khuyến khích các thiền sư phái Trúc Lâm thuyết pháp ở nhiều nơi, cúng dường tiền của, vật liệu cho việc xây chùa, tháp và vận động các thành viên hoàng gia làm thế. Ông cũng hay sáng tác thơ ca, nhưng ngày nay chỉ còn 12 bài chép trong Việt âm thi tập.

## Thiếu thời
Trần Anh Tông tên húy là Trần Thuyên, tên chữ là Nhật Sủy (日煃) hoặc Nhật Sáng (日㷃/日𤊞), là đích trưởng tử của Trần Nhân Tông Trần Khâm (vua thứ 3 triều Trần) và là đích trưởng tôn của Trần Thánh Tông Trần Hoảng (vua thứ 2 triều Trần). Ông sinh vào ngày 17 tháng 9 năm Bính Tý, tức ngày 25 tháng 10 năm 1276 theo Tây lịch, chỉ khoảng 7 tháng trước khi ông cố nội của ông là Thái thượng hoàng Trần Thái Tông qua đời. Mẹ ông, Khâm Từ Bảo Thánh Hoàng hậu, là con gái của Hưng Đạo vương Trần Quốc Tuấn. Vào thời điểm mà Trần Thuyên được sinh ra, phụ thân vẫn còn là Hoàng thái tử, vì vậy mà ông đã được ông nội lập làm Hoàng thái tôn.
Hơn một năm sau khi Thái thượng hoàng Thái Tông qua đời, Thánh Tông noi theo phụ hoàng truyền ngôi cho con là Thái tử Trần Khâm, tức Trần Nhân Tông, mà lui về làm Thái thượng hoàng. Mẫu thân của ông là Trần phi cũng được tấn phong làm hoàng hậu. Tuy nhiên, mãi đến ngày 3 tháng 2 âm lịch năm Nhâm Thìn (1292), Trần Nhân Tông mới phong Trần Thuyên làm Hoàng thái tử, khi ấy ông đã 16 tuổi. Ngay dịp đó, triều đình đã chọn con gái của Hưng Nhượng vương Trần Quốc Tảng lập làm thái tử phi. Trần Quốc Tảng là em ruột của hoàng hậu, cho nên nếu xét về mối quan hệ, Trần Thuyên và thái tử phi là anh em họ con cô con cậu bên ngoại, còn về bên nội thì hai người đều gọi Thái Tổ Trần Thừa là kị nội. Hôn nhân cận huyết xảy ra với mật độ thường xuyên vào thời nhà Trần, nguyên nhân chính được cho là để đề phòng trường hợp bị ngoại tộc cướp ngôi, tương tự như cách mà họ đã sử dụng để đoạt lấy ngai vàng từ nhà Lý.

## Trị vì
Ngày 9 tháng 3 âm lịch năm Quý Tỵ, tức ngày 16 tháng 4 năm 1293 theo Tây lịch, Trần Nhân Tông truyền ngôi cho Thái tử Trần Thuyên, tức Hoàng đế Trần Anh Tông. Anh Tông tự xưng là "Anh Hoàng" (英皇) và tôn vua cha làm Thái thượng hoàng. Nhà vua lấy niên hiệu là "Hưng Long" (興隆) và sử dụng nó cho đến khi ông noi theo các vị tiên đế thoái vị nhường ngôi cho con trai. Ông cũng được triều thần tặng tôn hiệu "Ứng Thiên Quảng Vận Nhân Minh Thánh Hiếu Hoàng Đế" (應天廣運仁明聖孝皇帝). Thời gian ông trị vì được coi là thời kỳ thịnh trị nhất của nhà Trần.

### Đối nội

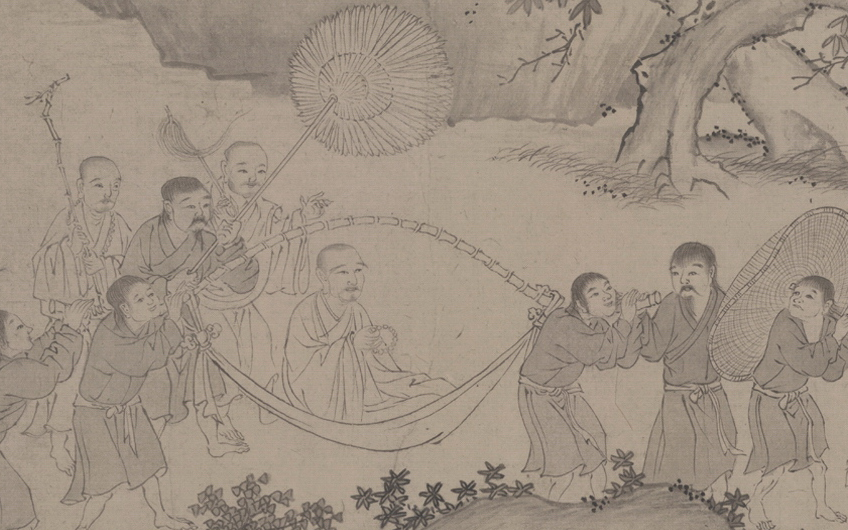
Hình ảnh Thượng hoàng Nhân Tông từ động Vũ Lâm xuất du trong Trúc Lâm đại sĩ xuất sơn đồ.

Khi mới lên nối ngôi, Trần Anh Tông thích rượu chè và thường thích đi vi hành cùng mấy người thị vệ, có lần bị một số người "vô lại" ném gạch trúng đầu. Thượng hoàng biết chuyện, chỉ biết lắc đầu. Lúc bấy giờ, Thượng hoàng Trần Nhân Tông đã rút về hành cung Thiên Trường, thỉnh thoảng mới quay về Thăng Long. Sử cũ ghi chép, một ngày nọ Nhân Tông hồi cung, gặp phải Anh Tông do uống rượu say nên mãi trưa vẫn chưa ngủ dậy. Ông nổi giận liền quay về Thiên Trường, hạ chiếu cho bá quan ngày mai phải tề tập ở đó nghe chỉ. Khi tỉnh dậy ông vội vã cùng một người học trò là Đoàn Nhữ Hài tức tốc đến Thiên Trường dâng biểu tạ tội. Nhân Tông đọc biểu, mới mắng rằng: "Trẫm còn có con khác cũng có thể nối ngôi được. Trẫm còn sống mà người còn dám như thế. Huống chi sau này?" Từ đó Anh Tông trở nên minh mẫn hơn, không những thế ông còn không ưa những người nghiện rượu. Theo Đại Việt Sử ký Toàn thư, khi Thượng hoàng gợi ý Anh Tông chọn Nội thị Chánh chưởng Nguyễn Quốc Phụ làm Hành khiển, Anh Tông từ chối: "Nếu lấy ngôi thứ mà bàn, thì Quốc phụ được rồi, chỉ hiềm hắn nghiện rượu thôi!".
Anh Tông cũng là người bãi bỏ tục xăm hình rồng vào đùi của các vua Đại Việt. Toàn thư ghi lại, Thượng hoàng Nhân Tông đã triệu Anh Tông đến cung Trùng Quang và bảo rằng: "Nhà ta vốn là người hạ lưu [sông nước], đời đời chuộng dũng cảm, thường xăm hình rồng vào đùi. Nếp nhà theo nghề võ, nên xăm rồng vào đùi để tỏ là không quên gốc". Khi đó thợ xăm đã chờ sẵn trước cổng cung; nhưng thừa lúc Thượng hoàng nhìn sang hướng khác, Anh Tông lẩn trốn về cung Trùng Hoa. Thượng hoàng biết ý và không bắt Anh Tông phải xăm mình nữa.
Bên cạnh đó, Trần Anh Tông đã chấp hành nghiêm túc nề nếp, kỷ cương của hoàng triều. Tháng 3 âm lịch năm 1296, ông sai đánh quan thượng phẩm Nguyễn Hưng đến chết vì tội mê bài bạc. Ông cũng ban chiếu cấm phạm húy tên của 8 vua nhà Lý, cùng với các tổ phụ nhà Trần là Trần Lý, Trần Thừa, Trần Thái Tông, Trần Thánh Tông và Trần Nhân Tông. Ngoài ra, Toàn thư còn chép lại: có lần Anh Tông đi cùng thứ phi là Huy Tư; bà này không phải Chính cung Hoàng hậu nên không được đi kiệu. Thuận Thánh Hoàng hậu lấy kiệu của mình cho Huy Tư đi, nhưng Anh Tông ngăn cản: "Có yêu quý Huy Tư thì cho cái khác, chứ cái kiệu ngồi còn điển chế cũ, không thể cho được". Tháng 10 âm lịch năm 1300, Trần Anh Tông đặt quy chế mới về trang phục bá quan, theo đó quan văn đội mũ chữ đinh màu đen, thuộc quan đội mũ toàn hoa màu xanh có hai vòng vàng đính vào hai bên. Áo của quan văn, tướng võ phải có ống tay rộng từ 9 tấc đến 1 thước 2 tấc, không được rộng dưới 8 tấc. Ngoài ra, các quan văn võ đều không được phép mặc xiêm, tụng quan không được phép mặc thường. Đến mùa xuân năm 1301, nhà vua lại ban chiếu cho bá quan văn võ đều dùng mũ chữ đinh, có miếng lụa bọc tóc màu tía xen màu biếc.
Trần Anh Tông cũng chú trọng đến việc chiêu hiền đãi sĩ. Trong thời gian đầu trị vì, ông tỏ ra phóng khoáng trong việc bổ nhiệm quan chức. Nhưng sau khi nghe Thượng hoàng phê bình rằng: "Sao lại có một nước bé bằng bàn tay mà phong quan tước nhiều như thế", Anh Tông dùng người cẩn thận hơn. Ông đã trọng dụng những văn thần giỏi như Bùi Mộc Đạc, Trương Hán Siêu, Trần Thì Kiến hay Đoàn Nhữ Hài, cùng với những tướng lĩnh tài ba như Chiêu Văn Đại vương Trần Nhật Duật, Huệ Vũ Đại vương Trần Quốc Chẩn hay Phạm Ngũ Lão. Đặc biệt, Đoàn Nhữ Hài còn trẻ nhưng đã được Anh Tông phong chức Ngự sử trung tán, khiến có người châm chiếm bằng 2 câu thơ: " Ôn câu chữ cổ: Đài ngự sử; Miệng sữa còn hôi: Trung tán Đoàn". Anh Tông mặc kệ những lời đồn đại này. Trái lại, người kém tài đức như Bảo Hưng (1 tôn thất mà Anh Tông yêu mến), Nguyễn Sĩ Cố và Chu Bộ (cận thần của Anh Tông từ khi ông còn nhỏ) đều không được giữ các chức lớn.
Tháng 3 âm lịch năm 1304, Anh Tông mở khoa thi Thái học sinh tìm người hiền giúp nước. Thể lệ kỳ thi này gồm 4 bước: bước 1 là thi ám tả thiên Y quốc (lấy từ sách Quốc ngữ) và truyện Mục Thiên tử, người nào không qua được bước này sẽ bị loại thải; bước 2 thi giải nghĩa kinh sách Nho giáo, làm thơ theo thể cổ thi ngũ ngôn trường thiên về "vương độ khoan mãnh" (dùng luật "tài nan xạ trĩ"), làm phú "đế đức hiếu sinh, hiệp vụ dân tâm"; bước 3 thi về chế, chiếu, biểu; bước cuối cùng là thi đối sách. Khoa thi này lấy được 48 người gồm Trạng nguyên Mạc Đĩnh Chi (được phong chức Thái học sinh hỏa dũng thủ, sung làm Nội thư gia), Bảng nhãn Bùi Mộ (lãnh chức Chi hậu bạ thư mạo sam, sung làm Nội lệnh thư gia), Thám hoa Trương Phóng (lãnh chức Hiệu thư quyền miện, sung làm Nhị tư), Hoàng giáp Nguyễn Trung Ngạn cùng 44 thái học sinh. Ba người đỗ đầu được ra cửa Long Môn dạo chơi đường phố 3 ngày. Nhờ sự giúp đỡ của Thượng hoàng và bề tôi, Anh Tông đã giữ vững sự hưng thịnh về chính trị, kinh tế và văn hóa của Đại Việt.

### Tôn sùng Phật giáo

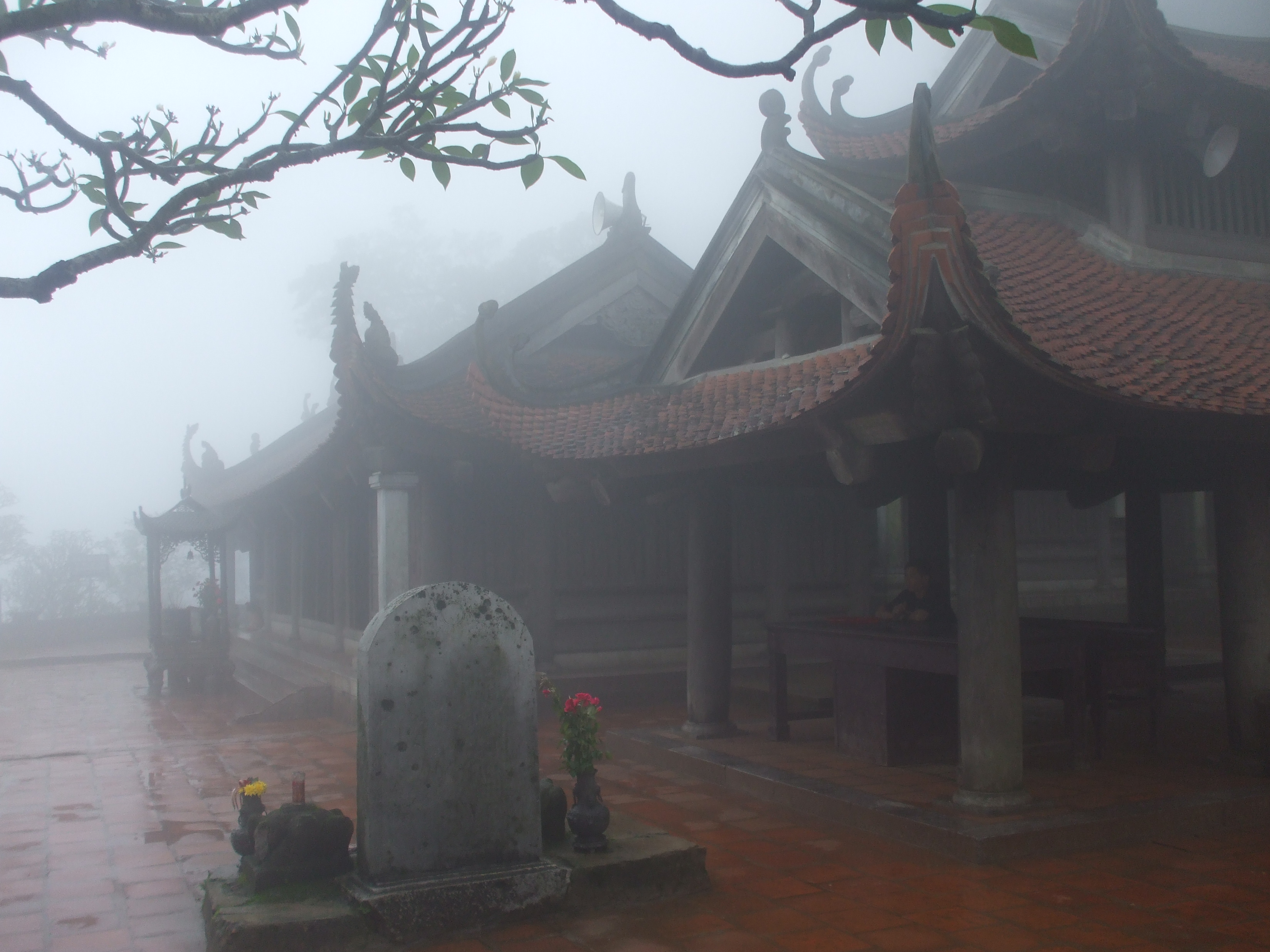
Chùa Hoa Yên trên núi Yên Tử, nay thuộc địa phận tỉnh Quảng Ninh.

Cũng giống như nhiều vị vua Trần khác, Anh Tông cũng là một tín đồ Phật giáo thuần thành. Năm 1299, Thượng hoàng Trần Nhân Tông xuất gia tại núi Yên Tử (Quảng Ninh), lấy đạo hiệu là Giác hoàng Điều ngự và lập ra Thiền phái Trúc Lâm. Đây được xem là giáo hội thống nhất đầu tiên của đạo Phật ở Việt Nam. Đến năm 1308, Điều ngự viên tịch; đệ tử Điều ngự là Pháp Loa trở thành Tổ thứ hai của phái Thiền Trúc Lâm. Anh Tông hỗ trợ tích cực cho Điều ngự và Pháp Loa trong việc phát triển giáo hội. Sách Tam Tổ thực lực có chỗ mô tả Anh Tông là "đại thí chủ của Phật pháp". Mùa đông năm 1304, Anh Tông thỉnh cầu Điều ngự về Thăng Long để truyền tâm Tâm giới Bồ tát tại gia cho ông. Theo giải thích của Nguyễn Lang trong Việt Nam Phật giáo sử luận, với việc thực hành giới Bồ tát Tại gia, Anh Tông đã lập nguyện dùng hoàng quyền của mình như một phương tiện cho việc "cứu nhân độ thế" trên tinh thần Phật giáo Đại thừa. Việc Anh Tông thực hiện Tâm giới Bồ tát đã khuyến khích nhiều tôn thất, quan lại quy y Phật-Pháp-Tăng và thọ trì ngũ giới.
Theo sách Thánh đăng ngữ lục (một tác phẩm Phật giáo khuyết danh ra đời cuối thế kỷ 14), trong thời kỳ trị vì của mình, Trần Anh Tông đã khuyến khích các cao tăng như Nhị tổ Pháp Loa, Quốc sư Liễu Minh thuyết giảng kinh sách Phật giáo nói chung – và Thiền tông nói riêng – tại nhiều nơi như chùa Tư Phúc (Thăng Long) và am Thường Lạc (Thiên Trường). Cuốn Việt Nam Phật giáo sử luận còn cho biết, Trần Anh Tông đã chu cấp thợ xây và vật liệu cho giáo hội để xây cất tự viện, tịnh thất. Đồng thời, ông cho đắp nhiều tượng Phật lớn và kêu gọi vương hầu, cung nhân cống hiến hàng trăm mẫu ruộng cho các trung tâm tu học. Nhà vua cũng dâng tặng tàu thuyền và dân phu cho thầy Pháp Loa nhưng thầy không lấy. Vào các năm 1313 và 1319, khi sản xuất nông nghiệp gặp khó khăn, Trần Anh Tông đã lấy vàng bạc từ quốc khố và dâng cho Pháp Loa, sau đó thầy phân phát cho dân nghèo. Các vua đầu thời Trần đều là hành giả Thiền Tông; nhưng đến đời Anh Tông, Mật tông bắt đầu ảnh hưởng tới giới Phật tử Đại Việt – kể cả nhà vua. Năm 1318, Trần Anh Tông đã thỉnh cầu nhà sư người Nam Á là Ban Để Đa Ô Sa Thất Lợi dịch Bạch Tán Thần Chú kinh – một văn bản Phật giáo Mật tông. Sử cũ cũng ghi nhận sự hiện diện của một nhà sư Mật Tông người Ấn tên Du Chi Bà Lam "tự nói là 300 tuổi, có thể ngồi xếp bằng nổi trên mặt nước, lại có thể thu cả ngũ tạng lên ngực, làm cho trong bụng lép kẹp, chỉ còn da bụng và xương sống thôi". Con gái sư là Đa La Thanh đã trở thần phi tần của Anh Tông.

### Quan hệ với Nguyên Mông
Trần Anh Tông lên ngôi trong bối cảnh quan hệ Đại Việt – Nguyên Mông đang căng thẳng. Mặc dù nhà Trần đã đánh bại 3 cuộc xâm lược của Mông Nguyên vào các năm 1258, 1285 và 1287, người Nguyên vẫn chưa dứt bỏ tham vọng thôn tính Đại Việt. Năm 1293, hoàng đế nhà Nguyên là Hốt Tất Liệt sai Thượng thư Bộ binh Lương Tằng ép Anh Tông sang chầu. Anh Tông cáo bệnh không đi, đồng thời cử Đào Tử Kỳ đi triều cống. Hốt Tất Liệt sai giam Tử Kỳ tại Giang Lăng và chuẩn bị xâm lược Đại Việt. Tuy nhiên, công việc chuẩn bị chưa hoàn tất thì Hốt Tất Liệt chết; tháng 1 âm lịch năm 1294, tân hoàng đế Nguyên Thành Tông ra lệnh bãi binh và trả Tử Kỳ về nước. Quan hệ Nguyên – Việt trở lại bình thường.
Tháng 2 âm lịch năm 1295, nhà Nguyên cử Lý Trọng Tân, Tiêu Phương Nhai đi sứ sang Đại Việt. Sứ bộ này đã được Thượng hoàng Trần Nhân Tông và vua Trần Anh Tông đón tiếp tử tế. Sau khi hai sứ Nguyên về nước, Anh Tông sai Nội viên ngoại lang Trần Khắc Dụng cùng Phạm Thảo sang Nguyên để xin thỉnh ấn bản mới nhất của Đại tạng kinh Phật giáo. Triều đình nhà Nguyên chấp thuận. Kế tục chính sách của các vua trước, Trần Anh Tông cống nạp đều đặn cho nhà Nguyên vào các năm 1308, 1311 và 1312. Toàn thư có chép lại chuyến đi sứ của Mạc Đĩnh Chi năm 1308 và những diễn biến tích cực của hoạt động ngoại giao này. Bên cạnh thái độ mềm dẻo đó, Trần Anh Tông cũng kiên quyết không để người Nguyên xâm phạm Đại Việt. Trước khi Hưng Đạo Đại vương Trần Quốc Tuấn mất năm 1300, Anh Tông đã học hỏi vị tướng lão thành này về kinh nghiệm chống xâm lược từ phương Bắc. Dựa trên dữ liệu từ Nguyên sử loại biên (Trung Quốc), sách Khâm định Việt sử Thông giám Cương mục có mô tả một cuộc tranh chấp giữa hai nước vào năm 1313:
"Lúc ấy, viên Tri châu Trấn An nhà Nguyên là Triệu Giác bắt người châu Tư Lang nước ta, lấy mất một lọ vàng, và lấn hơn một nghìn khoảng ruộng. Nhà vua bèn sai quân sang đánh châu Quy Thuận và châu Dưỡng Lợi nhà Nguyên, nói rõ là cốt sang đánh để báo thù. Nhà Nguyên sai viên thiên hộ Lưu Nguyên Hanh sang dò xét... rồi đưa công điệp sang ta nói: "Trước kia, nhà Hán đặt ra chín quận, danh giáo hóa của Trung Quốc đã tràn lan tới. Huống chi, An Nam đối với Trung Quốc, nào là dâng địa đồ, nào là nộp lệ cống, danh phận trên dưới đã phân minh, Trung Quốc đối với An Nam, thì ban cho một cách đầy đặn không kể đến việc đáp lại đơn sơ, cái ơn huệ yên ủy người phương xa thật là hết sức. Như thế thánh triều có phụ bạc gì quý quốc đâu! Thế mà bây giờ sao lại tự nhiên gây ra sự không yên lành, dùng sức ngông cuồng để mở rộng bờ cõi...""
Cương mục cũng thuật lại sự hồi đáp của Anh Tông, làm nhà Nguyên phải xuống nước:
"Nhà vua trả lời: "Đấy là những người nhỏ mọn ở ngoài biên giới tự làm việc không yên lành, nước tôi biết thế nào được việc ấy". Nhân thế, Nguyên Hanh dâng thư lên nói với vua Nguyên: "Trước kia An Nam đã từng xâm phạm vào đất Vĩnh Bình, nay lại quen thói cũ; nghĩ nên sai quan đến tuyên truyền dụ bảo, định lại bờ cõi và nghiêm sức quan lại ở biên giới không được xâm phạm lẫn nhau như thế mới giữ được sự yên ổn lâu dài ở ngoài biên giới". Vua Nguyên y theo lời tâu, sai người đem sắc thư đến dụ bảo. Do đấy nhà vua mới cho bãi binh."

### Chiến tranh với Ai Lao
Sau năm 1294, tình hình biên giới phía Bắc tương đối ổn định; nhưng ở phía Tây Nam, hai vua Nhân Tông và Anh Tông phải đối mặt với các cuộc xâm lấn của Ai Lao. Tháng 8 âm lịch năm 1294, Thượng hoàng Trần Nhân Tông thân chinh đi dẹp. Mở màn trận đánh, đội quân tiên phong của Đại Việt đã bị quân Ai Lao vây đánh khốn đốn. Tướng Phạm Ngũ Lão đã thúc quân phá vây, sau đó đánh tan quân Ai Lao và "bắt được người và súc vật nhiều không kể xiết" (theo Đại Việt Sử ký Toàn thư). Vua Anh Tông đã thưởng binh phù bằng vàng (kinh phù) cho Phạm Ngũ Lão.
Năm 1298, quân Ai Lao tràn tới chiếm sông Chàng Lang. Quân Đại Việt do Phạm Ngũ Lão chỉ huy đã phản công và lấy lại lãnh thổ. Sau trận đánh đó, Trần Anh Tông tặng binh phù hình đám mây (vân phù) cho Phạm Ngũ Lão. Tháng 10 âm lịch năm 1298, quân Ai Lao lại sang quấy phá, Anh Tông điều quân đi đối phó. Hàng tướng nhà Nguyên là Trương Hiển đã tử trận; Anh Tông sai lập bài vị thờ Trương Hiển trong Thái miếu. Đến tháng 3 âm lịch năm 1301, người Ai Lao tấn công Đà Giang. Vâng lệnh Anh Tông, Phạm Ngũ Lão đem quân tới Mường Mai (nay thuộc huyện Mai Châu, tỉnh Hòa Bình) và phá tan quân Ai Lao. Do chiến công này, Phạm Ngũ Lão được nhà vua phong chức Thân vệ Đại tướng quân. Sau trận Mường Mai, sử cũ không còn ghi lại một cuộc xâm lấn nào của Ai Lao trong thời Anh Tông nữa.

### Mở rộng lãnh thổ

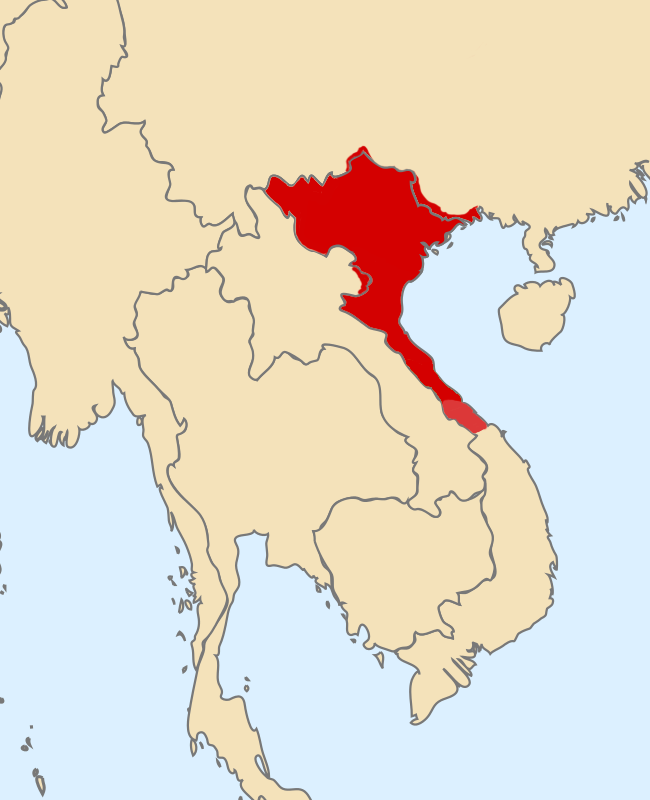
Cương vực Đại Việt thời Trần trước và sau khi vua Chiêm Thành Chế Mân dâng hai châu Ô và Lý (màu cam phía dưới).

Khoảng tháng 3 âm lịch năm 1301, Điều ngự Trần Nhân Tông sang viếng thăm Chiêm Thành, được vua Chiêm là Chế Mân tiếp đãi nồng hậu và ở lại Chiêm Thành gần 9 tháng. Trong chuyến đi này, Điều ngự đã hứa gả con gái là Huyền Trân (em Trần Anh Tông) cho Chế Mân. Sau đó Chế Mân đã nhiều lần sai sứ sang hỏi về việc hôn lễ, nhưng các đại thần nhà Trần đều phản đối, chỉ có Văn Túc vương Trần Đạo Tái và Nhập nội Hành khiển Trần Khắc Chung chấp nhận. Tháng 6 âm lịch năm 1306, Trần Anh Tông đồng ý gả Huyền Trân cho Chế Mân. Huyền Trân về Chiêm Thành và được phong làm hoàng hậu. Chế Mân dâng hai châu Ô, Rý (còn gọi là Lý) cho Đại Việt làm hồi môn. Trần Anh Tông đã đổi tên châu Ô thành châu Thuận và châu Lý thành châu Hóa. Dân Chiêm ở hai châu này không chịu phục tùng, nên Anh Tông sai Đoàn Nhữ Hài đến thu phục nhân tâm. Thông qua các biện pháp như bổ nhiệm quan tước, phân phát ruộng đất và xá thuế nhiều năm cho người bản địa, Nhữ Hài đã duy trì được ổn định tại vùng đất địa đầu phía Nam.
Một năm sau hôn lễ của Huyền Trân, Chế Mân qua đời vào tháng 5 âm lịch năm 1307. Thế tử Chiêm sai sứ sang Đại Việt báo tang. Theo phong tục nước Chiêm, khi vua chết hoàng hậu phải lên giàn hỏa để tuẫn tang. Trần Anh Tông biết tin, sai Hành khiển Trần Khắc Chung vờ sang viếng tang, tìm cách cứu Huyền Trân. Trần Khắc Chung bày kế thành công, cứu được Huyền Trân đưa xuống thuyền và rước bà về Đại Việt bằng đường biển. Sau khi Chế Mân chết, em là Chế Chí lên ngôi vua Chiêm Thành. Theo sách Việt Nam sử lược, Chế Chí "hay phản trắc, không giữ những điều giao ước trước" với Đại Việt. Tháng 12 âm lịch năm 1311, Trần Anh Tông quyết định tấn công Chiêm Thành. Dưới sự chỉ huy của nhà vua cùng Huệ Vũ Đại vương Trần Quốc Chẩn và Nhân Huệ vương Trần Khánh Dư, quân đội Đại Việt đã chia làm 3 cánh thủy, bộ tiến vào phương Nam, buộc vua Chiêm là Chế Chí đầu hàng. Sách Đại Việt Sử ký Toàn thư đã thuật lại một số chi tiết về cuộc chinh phạt Chiêm Thành thời Trần Anh Tông:
"Mùa hạ, tháng 5, dụ bắt được chúa Chiêm Thành Chế Chí đem về; phong em hắn là Chế Đà A Bà Niêm làm Á hầu trấn giữ đất ấy.
Trước đó, Chế Chí sai người sang cống. Người ấy là trại chủ Câu Chiêm. Vua sai Đoàn Nhữ Hài bí mật ước hẹn với hắn. Đến khi vua đích thân đi đánh, đến phủ Lâm Bình, chia quân làm ba đường: Huệ Vũ vương Quốc Chẩn theo đường núi, Nhân Huệ vương Khánh Dư theo đường biển, vua tự dẫn sáu quân theo đường bộ; thủy bộ cùng tiến. Lấy Đoàn Nhữ Hài làm Thiên tử chiêu dụ sứ đi trước.
Vua đến Câu Chiêm dừng lại. Nhữ Hài sai người tới chỗ trại chủ, nói rõ ý yêu cầu quốc chủ ra hàng. Trại chủ báo cáo với Chế Chí. Chế Chí nghe theo, đem gia thuộc đi đường biển tới hàng. Nhân Huệ vương đem quân đuổi theo. Nhữ Hài lập tức chạy thư tâu rằng:
"Khánh Dư định cướp công vua".
Vua giận lắm, sai bắt giám quân của Khánh Dư là Nguyễn Ngỗi đem chặt chân. Nhân Huệ sợ, đến ngự doanh tạ tội và nói rằng:
"Thần sợ nó đến giữa biển lại đổi bụng khác, nên mới chặn đằng sau thôi".
Vua nguôi giận, sai chia quân đi tuần các bộ lạc. Người Chiêm tụ tập định đánh vào ngự doanh. Tiếng voi đã gần, quân sĩ có vẻ lo sợ. Được vài hôm, quân của Huệ Vũ vương tự tìm đường mà tới, người Chiêm chạy tan. Trận này không mất một mũi tên mà Chiêm Thành bị dẹp, đó là công sức của Nhữ Hài."
Anh Tông lập em Chế Chí là Chế Đà A Bà Niêm làm vua chư hầu đất Chiêm. Tháng 6 âm lịch năm 1312, vua Trần chiến thắng trở về kinh sư. Anh Tông không làm lễ phong thưởng công thần vì ông quan niệm "công lao của các quan ở lại giữ nước và các tướng theo ta đi đánh trận là ngang nhau". Chế Chí được phong tước Hiệu Thuận vương, không lâu sau thì chết ở hành cung Gia Lâm (Thăng Long) và được hỏa táng.
Theo sách An Nam chí lược của Lê Tắc bên nhà Nguyên, mùa đông năm 1311, nhà Nguyên sai Thượng thư Bộ Lễ Nãi Mã Thái đi sứ sang Đại Việt, để báo việc đăng quang của Nguyên Nhân Tông, nhưng Trần Anh Tông bận đánh Chiêm nên không thể đón tiếp. Giữa năm 1312, Anh Tông về đến kinh đô, liền sai sứ sang chúc mừng Nguyên Nhân Tông và tạ lỗi về việc không tiếp sứ Nguyên. Năm 1313, quân Xiêm La sang xâm lấn Chiêm Thành. Trần Anh Tông chỉ định Đỗ Thiên Hư làm Kinh lược sứ Nghệ An và Lâm Bình giúp người Chiêm chiến đấu giữ đất.

## Truyền ngôi và qua đời
Tháng 1 âm lịch năm 1305, Trần Anh Tông lập con thứ 4 là Trần Mạnh làm thái tử. Ngày 18 tháng 3 âm lịch năm Giáp Dần (nhằm ngày 3 tháng 4) năm 1314, ông nhường ngôi cho Trần Mạnh, tức Hoàng đế Trần Minh Tông. Anh Tông lui về Thiên Trường (Nam Định) làm Thái thượng hoàng, được tặng tôn hiệu là "Quang Nghiêu Duệ Vũ Thái Thượng Hoàng Đế" (光尧睿武太上皇帝). Trên danh nghĩa Thượng hoàng, Trần Anh Tông vẫn tham gia công việc triều chính. Ông đã khuyên bảo Minh Tông phải tin dùng những người tài đức như Bùi Mộc Đạc hay Huệ Vũ Đại vương Quốc Chẩn, và phải hiểu biết kinh nghiệm từ các thời vua trước. Đại Việt tiếp tục thịnh trị dưới sự cai quản của hai vua Anh Tông, Minh Tông cùng các đại thần tài năng.
Cuối năm 1318, Thượng hoàng Trần Anh Tông đau nặng. Theo Toàn thư Bảo Từ Hoàng hậu đã cho gọi sư Pháp Loa (Phổ Tuệ) về để làm lễ xem sự sinh tử, Anh Tông gạt đi mà bảo rằng: "Sư hãy đến đây, ta chết rồi, Quan gia có sai bảo gì, thì cứ việc làm. Còn như chuyện sau khi chết, thì sư cũng chưa chết, biết đâu mà trình bày việc chết với ta?" Tuy nhiên, căn cứ trên sự thân hữu của Anh Tông đối với Pháp Loa, tác giả Nguyễn Lang trong Việt Nam Phật giáo sử luận đã nghi vấn câu chuyện này như sau:
"Lời nói hắt hủi Pháp Loa gán cho Anh Tông có lẽ được một sử thần Nho gia ghét đạo Phật thêm vào. Có thể vì Anh Tông mệt quá không thể nói chuyện được với Pháp Loa, muốn được nghỉ yên đôi chút trước khi nhắm mắt nên đã lắc đầu không muốn Pháp Loa vào, thế thôi. Trong trạng thái đó, bảo người ra nhắn một câu nói vô lễ, đó không phải là phong độ của một người như Anh Tông."
Ngày 16 tháng 3 âm lịch năm Canh Thân (nhằm ngày 21 tháng 4 năm 1320) Trần Anh Tông qua đời ở cung Trùng Quang (thuộc phủ Thiên Trường), hưởng dương 45 tuổi. Ngày 12 tháng 12 âm lịch năm 1320 (tức 10 tháng 1 dương lịch năm 1321) ông được chôn cất vào Thái lăng tại Yên Sinh (nay thuộc thành phố Đông Triều, Quảng Ninh). Triều đình truy tôn ông miếu hiệu là Anh Tông (英宗), thụy hiệu là "Ứng Thiên Quảng Vận Hiển Văn Duệ Vũ Khâm Minh Nhân Hiếu Hoàng đế" (應天廣運顯文睿武欽明仁孝皇帝).

## Tác phẩm
Tác phẩm của Trần Anh Tông có Thủy vân tùy bút ("Tùy bút nước mây") gồm 2 quyển, trong đó ông vẽ nhiều bức họa và dưới mỗi bức hoạ đều có thơ đề. Tuy nhiên, Anh Tông đã sai đốt tập thơ này trước khi ông mất. Nay thơ ông chỉ còn lại 12 bài chép trong Việt âm thi tập. Có bài làm trên đường đi chinh chiến, có bài vịnh sử, có bài bàn về đạo Thiền. Đáng chú ý là những bài tả cảnh như các bài "Vân tiêu am", "Đông Sơn tự". Tập thơ này được Phan Huy Chú khen là "bài nào cũng là thanh tân và có lực lượng" ("Văn tịch chí"). Ngoài ra ông còn có bài "Thạch dược châm" (Bài châm về những lời can ngăn trung trực), sáng tác để răn dạy cho Thái tử Trần Mạnh.
Theo nhận xét trong cuốn Thơ văn Lý Trần (tập 2, quyển thượng) do Nguyễn Huệ Chi, Trần Thị Băng Thanh, Đỗ Văn Hỷ và Trần Tú Châu biên soạn, thơ của Trần Anh Tông "giản dị, trong sáng, giàu tình cảm và trau chuốt. Niềm hào hứng của người chiến thắng, mang lại yên vui cho dân cũng như niềm tự tin, sự tỉnh táo của một nhà lãnh đạo tối cao phản ánh trong thơ ông. Đặc biệt, Anh Tông đã mở đầu cho dòng thơ vịnh sử của nước nhà. Trong số thơ này, thái độ khen chê những nhân vật lịch sử thể hiện sự tiếp thu có phê phán với quá khứ, đồng thời bày tỏ những quan điểm trị nước và cũng là nhân sinh quan của tác giả..."
Sách Thơ văn Lý-Trần cũng chép lại một số thi phẩm của Trần Anh Tông như sau:
| 東山寺                                                              | "Đông Sơn tự" | "Chùa Đông Sơn" (bản dịch của Huệ Chi)                                                                                             |
| ------------------------------------------------------------------- | --- | --- |
| 風搖解虎秋蟬過， 月瀉軍持夜澗寒。 休向五臺勞夢寐， 看來天下幾東山。 | Phong dao giải hổ thu thiền quýnh, Nguyệt tả quân trì dạ giản hàn. Hưu hướng Ngũ Đài lao mộng mị, Khan lai thiên hạ kỷ Đông San.          | Gió lay thiền trượng ve im tiếng, Tràng chảy trong bình, suối lạnh hơn. Mơ ước Ngũ Đài chi nữa nhỉ? Trên đời hồ dễ mấy Đông Sơn.   |
| 冬景                                                                | "Đông cảnh" | "Cảnh đông" (bản dịch của Huệ Chi và Phạm Tú Châu)                                                                                 |
| 蒼描翠抹削晴峰， 紫府樓臺倚半空。 幾度碧桃先結實， 洞天三十六春風。 | Thương miêu thúy mạt tước tình phong, Tử phủ lâu đài ỷ bán không. Kỷ độ bích đào tiên kết thực, Động thiên tam thập lục xuân phong.       | Vẽ thắm, tô xanh sáng đỉnh non, Lưng trời phủ tía dựa chon von. Bích đào chín sớm bao nhiêu bận? Ba sáu cung trời gió ấm tuôn.     |
| 宋度宗                                                              | "Tống Độ Tông" | "Tống Độ Tông" (bản dịch của Huệ Chi)                                                                                              |
| 邊風瑟瑟逼人寒， 正是東風盡醉間. 一日權歸師相手， 太平天子十年閒.   | Biên phong sắt sắt bức nhân hàn, Chính trị đông phong tận túy gian. Nhất nhật quyền quy sư tướng thủ, Thái bình thiên tử thập nhiên nhàn. | Biên cương gió vút lạnh ghê người, Ấy lúc xuân về say lả lơi. Quyền bính một ngày sư tướng nắm, Thái bình, thiên tử mười năm chơi. |

## Nhận định
Các tác giả Đại Việt sử ký toàn thư đã ca ngợi Trần Anh Tông là vị vua "sáng suốt, thận trọng về hình phạt" và " tính tình khiêm tốn hòa nhã, hòa mục với người trong họ, mọi việc của triều đình đều tự mình quyết đoán." Tuy nhiên, với nhãn quan Nho giáo, Toàn thư vẫn phê phán ông là quá mộ đạo Phật, rằng "vua khéo biết kế thừa, cho nên thời cuộc đi tới thái bình, chính trị trở nên tốt đẹp, văn vật chế độ ngày càng thịnh vượng, cũng là bậc vua tốt của triều Trần. Song tụ họp nhà sư trên núi Yên Tử, làm nhọc sức dân dựng gác Ánh Vân, thì chẳng phải là tỳ vết nhỏ trong đức lớn đó sao?" Trong bộ Việt giám thông khảo tổng luận (biên soạn vào thời Hậu Lê), sử gia Lê Tung cũng bàn rằng: "Anh Tông định cấp bậc triều ban của văn võ, đặt quy thức khoa cử của sĩ nhân; khi đại hạn thì soát ngục tha tù, năm đói to thì cho vay phát chẩn; trị đạo lấy nuôi dân làm kíp, chính sự lấy phong hiến làm đầu; văn vật chế độ một phen đổi mới, cũng đủ làm bậc vua giỏi của nhà Trần. Song theo bọn sa môn ở núi Yên Tử, làm nhọc sức dân xây gác Anh Vân, không phải là độ lượng của đế vương." Dưới góc nhìn của Phật giáo, tác giả Nguyễn Lang – Thiền sư Thích Nhất Hạnh có nhận xét trong cuốn Việt Nam Phật giáo Sử luận, tập 1, chương XII rằng: "Nhân Tông và Anh Tông là những nhà chính trị giỏi, nhưng đồng thời cũng là những Phật tử thật sự. Nhà phê bình lịch sử có thể nói họ lợi dụng đạo Phật cho chính trị nhưng nhà phê bình văn hóa cũng có thể nói họ là những người Phật tử sùng đạo."

## Gia quyến
- Cha: Trần Nhân Tông Trần Khâm.
- Mẹ: Khâm Từ Bảo Thánh Hoàng hậu Trần Thị Trinh (欽慈保聖皇后 陳氏貞 ; ? - 1293), con gái Hưng Đạo Đại vương Trần Quốc Tuấn và Thiên Thành Trưởng Công chúa.

### Hậu phi
1. Văn Đức Phu nhân Trần Thị (文德夫人), nguyên phối, cháu nội Hưng Đạo Đại vương Trần Quốc Tuấn, con gái trưởng của Hưng Nhượng Đại vương Trần Quốc Tảng. Lập làm Thái tử phi năm 1292. Khi Anh Tông kế vị lại lập làm Văn Đức Phu nhân rồi lại phế đi. Không rõ kết cục.
2. Bảo Từ Thuận Thánh Hoàng hậu Trần Thị Phùng (陳氏豐) (保慈皇后; ? - 1330), con gái Hưng Nhượng Đại vương Trần Quốc Tảng, em gái Văn Đức Phu nhân. Anh Tông kế vị phong làm Thánh Tư Phu nhân (聖婆夫人) rồi Thuận Thánh Hoàng hậu (順聖皇后). Minh Tông kế vị tấn tôn làm Thuận Thánh Thái Thượng hoàng hậu (順聖皇太后).
3. Chiêu Từ Hoàng hậu Trần thị (昭慈皇后; ? - 1359), lúc còn nhỏ có danh hiệu Chiêu Hiến Quận chúa (昭賢郡主), nguyên là Huy Tư Hoàng phi (徽思皇妃) của Anh Tông, con gái duy nhất của Bảo Nghĩa vương Trần Bình Trọng và Thụy Bảo Công chúa (con gái vua Trần Thái Tông), mẹ sinh Trần Minh Tông. Khi Minh Tông kế vị, bà được tôn làm Huy Tư Thái thượng hoàng phi (徽思太皇妃). Thụy hiệu của bà là Chiêu Từ Hoàng thái hậu (昭慈皇太后).
4. Đệ nhị cung phi Nguyễn Thị La, sinh ngày mồng 7 tháng 3 năm Bính Dần 1266, quê quán ở ấp Dưỡng Phúc nay là thôn Dưỡng Phú, xã Chính Nghĩa, huyện Kim Động, tỉnh Hưng Yên. Hiện nay ở quê quán còn miếu thờ và khu lăng mộ của bà.
5. Từ Ý Thái Hòa Đệ Tam Cung phi Nguyễn Nguyệt Ảnh, sinh năm 1280, mất ngày 14 tháng 4 năm Mậu Tuất, Quê tại Trang Quang Lang nay là thôn Trang Lang Đông xã Thụy Hải, huyện Thái Thụy, tỉnh Thái Bình trong một gia đình làm nghề muối. Từ nhỏ bà là người có tài mạo khác thường, học rộng, biết nhiều, nhan sắc hơn người,
6. Tĩnh Huệ Thứ phi Phạm Thị (静惠妃), con gái Phạm Ngũ Lão, không con, xuất gia năm 1309.
7. Giao Châu Thứ phi, có tư tình với Đoàn Nhữ Hài, triều đình luận án chém cả, nhưng được Huệ Túc Phu nhân Hoàng Chu Linh (phi tần của Trần Thái Tông) xin tha tội,sau được tác hợp với Đoàn Nhữ Hài.
8. Cung phi Đa La Thanh (德妃), con gái sư người Hồ là Du Chi Bà Lam.
9. Cung tần Trần Thị Thái Bình (賢妃陳太平) mẹ sinh của Huy Chân Công chúa, tính tình tham lam, từng chiếm ruộng đất của dân.
10. Nữ quan Vương thị (女官王氏) mẹ sinh của Huệ Chân công chúa, được yêu quý mà có thai, Bảo Từ Hoàng hậu cho Song Hương đường (phòng ngủ của mình) làm nơi đẻ. Tiếc rằng Vương thị bị bệnh hậu sản mà qua đời. Có Cung nhân tâu riêng với Anh Tông Vương thị là do Hoàng hậu hại chết, Anh Tông vốn biết tính Hoàng hậu, nổi giận lấy roi đánh người Cung nhân ấy, Hoàng hậu cũng bỏ qua không để lòng.
11. Nữ quan Nguyễn Thị Diên. Anh Tông có ý xuất gia nên sai cung nhân ăn chay. Các cung nhân đều ngần ngại, duy có nữ quan Nguyễn Thị Diên chặt ngón tay đem dâng. Thượng hoàng ngợi khen, ban cho 40 mẫu ruộng làm lương ăn tu hành ngày sau. Rồi Thị Diên quả nhiên đi tu cho đến lúc mất, Phật hiệu là Tịnh Quang.

### Hậu Duệ
| STT | Danh hiệu               | Tên húy          | Sinh mất  | Mẹ                                   | Ghi chú   |
| --- | ----------------------- | ---------------- | --------- | ------------------------------------ | --------- |
| 1   | Hoàng trưởng tử         |                  |           | Bảo Từ Hoàng hậu (保慈皇后)          | Chết yểu. |
| 2   | Hoàng nhị tử            |                  |           | Bảo Từ Hoàng hậu (保慈皇后)          | Chết yểu. |
| 3   | Hoàng tam tử            |                  |           | Bảo Từ Hoàng hậu (保慈皇后)          | Chết yểu. |
| 4   | Trần Minh Tông (陳明宗) | Trần Mạnh (陳奣) | 1300-1357 | Chiêu Từ Hoàng thái hậu (昭慈皇太后) |           |

| STT | Danh hiệu                       | Tên húy | Sinh mất | Mẹ                                         | Ghi chú                                                     |
| --- | ------------------------------- | ------- | -------- | ------------------------------------------ | ----------------------------------------------------------- |
| 1   | Thiên Chân Công chúa (天袗公主) |         |          | Bảo Từ Hoàng hậu (保慈皇后)                | Bà hạ giá với Huệ Chính Vương                               |
| 2   | Ý Trinh Công chúa (懿貞公主)    |         |          |                                            |                                                             |
| 3   | Huy Chân Công chúa (徽袗公主)   |         |          | Cung tần Trần Thị Thái Bình (宮嬪陳氏太平) | Bà hạ giá với Uy Giản Hầu                                   |
| 4   | Huệ Chân Công chúa (惠袗公主)   |         |          | Nữ quan Vương thị (女官王氏)               | Mất mẹ từ khi mới sinh nên được Bảo Từ Hoàng hậu nhận nuôi. |
| 5   | Thánh Chân Công chúa (聖袗公主) |         |          |                                            |                                                             |